# ويليام كلايد مارتن جونيور
ويليام كلايد مارتن جونيور (بالإنجليزية: William Clyde Martin)‏ هو فيزيائي أمريكي، ولد في 27 نوفمبر 1929 في كولمان في الولايات المتحدة، وتوفي في 15 سبتمبر 2013 في واشنطن العاصمة في الولايات المتحدة.